# Гор, Филипп, 4-й граф Арран
Филип Йорк Гор, 4-й граф Арран (англ. Philip Yorke Gore, 4th Earl of Arran; 23 ноября 1801 — 25 июня 1884) — англо-ирландский пэр и дипломат. Он был известен как Филипп Гор с 1801 по 1837 год.

## Биография
Родился 23 ноября 1801 года в Дублинском замке. Старший сын полковника Достопочтенного Уильяма Джона Гора (1767—1836), второго сына Артура Гора, 2-го графа Аррана (1734—1809), и его жены Кэролайн Хейлз (1772—1853), дочери сэра Томаса Хейлза, 4-го баронета (1726—1773).
В 1820 году Филипп Гор был направлен атташе британского посольства в Стокгольме, в 1825 году он был переведен в Париж, а в 1826 году — в Лиссабон . В 1828 году он был назначен секретарем дипломатической миссии в Буэнос-Айресе, где он был поверенным в делах в 1832—1834 годах.
20 января 1837 года после смерти своего бездетного дяди, Артура Сондерса Гора, 3-го графа Аррана, Филипп Йорк Гор унаследовал титулы 4-го графа Аррана с островов Арран в графстве Голуэй (Пэрство Ирландии), 4-го виконта Садли из Касл Гор в графстве Мейо (Пэрство Ирландии), 4-го барона Сондерса из Дипса в графстве Уэксфорд (Пэрство Ирландии) и 6-го баронета Гора из Ньютаунгора в графстве Мейо.
В мае 1841 года лорд Арран стал кавалером Ордена Святого Патрика.

## Личная жизнь
1 марта 1838 года во Фрешфорде, Сомерсет, Англия, Филипп Гор женился на Элизабет Марианне Нейпир (? — 27 апреля 1899), второй дочери сэра Уильяма Фрэнсиса Патрика Нейпира и Кэролайн Амелии Фокс. У супругов было два сына и три дочери:
- Артур Сондерс Уильям Чарльз Фокс Гор, 5-й граф Арран (6 января 1839 — 14 марта 1901), старший сын и преемник отца.
- Достопочтенный Огастес Фредерик Нэпьер Гор (7 декабря 1840 — 19 января 1849)
- Леди Кэролайн Эннесли Гор (1848 — 17 декабря 1914), в 1869 году она вышла замуж за Уолтера Джеймса Хор-Ратвена, от брака с которым у неё было пятеро детей.
- Леди Элизабет Огаста Гор (1855 — 26 мая 1933), незамужняя
- Леди Мэри Нэпьер Гор (1858 — 2 февраля 1927), в 1889 году она вышла замуж за Герберта Брисбена Юарта, от брака с которым у неё было трое детей.

Лорд Арран скончался в июне 1884 года в возрасте 82 лет, и его титулы унаследовал его старший сын Артур.
Ему принадлежало 36 000 акров земли в графствах Мейо и Донегол.